# لويس جريس
لويس لوقا جريس كاتب وصحفي وناقد مصري (ولد في مركز أبو تيج بمحافظة أسيوط يوم 27 يوليو 1928 وتوفي يوم 26 مارس 2018)، وهو زوج الفنانة الراحلة سناء جميل.

## حياته الدراسية والمهنية
- بكالوريوس الصحافة والأدب من الجامعة الأمريكية 1955
- دبلوم دراسات عليا من جامعة ميتشجان 1958، كاتب صحفي

التحق في البداية بكلية العلوم في جامعة الإسكندرية قبل أن يدفعه شغفه بالكتابة إلى دراسة الصحافة بالجامعة الأمريكية بالقاهرة.وبدأ مشواره الصحفي في مؤسسة دار التحرير للطبع والنشر قبل أن ينتقل سريعا إلى مجلةصباح الخير التي شكلت انطلاقته الحقيقية.
راسل مجلتي صباح الخير وروز اليوسف من مقر الأمم المتحدة لبضع سنوات قبل أن يعود للعمل من جديد من مصر، ورأس تحرير مجلة صباح الخير في الفترة من 1982 إلى 1989.
كان جريس عضوا في العديد من المؤسسات والهيئات الثقافية في مصر منها المجلس الأعلى للصحافة (مصر) والمجلس الأعلى للثقافة (مصر) ولجنة الرقابة على المصنفات الفنية (مصر).

## من مؤلفاته
- حب ومال
- هذا يحدث للناس
- كما ترجم إلى العربية مسرحية (الثمن) للكاتب الأمريكي آرثر ميلر.

## أحاديث صحفية سياسية مع
- فيدل كاسترو
- تشي جيفارا
- مكاريوس

## زواجه
ارتبط بقصة حب مع الفنانة الكبيرة سناء جميل،وتزوّجا في منتصف الستينات، وبقيا معاً حتى وفاتها في عام 2002،وقد نعاها قائلاً:
| ” | «رحلت وتركتِني وحيداً، وقد كنّا اتفقنا على ألّا نفترق... لكن لا رد لقضاء الله، فلتكن مشيئته ونحن نقبلها برضاء تام... أعيش على أمل أن ألقاك يا وحيدتي»....> (المصدر:صحيفة الشرق الاوسط العدد14364 - 27 مارس 2018) | “ |

## وفاته
توفى جريس يوم الإثنين 26 مارس 2018، عن عمر ناهز الـ90 عامًا، بعد صراع مع المرض.